# Peter von Betancurt

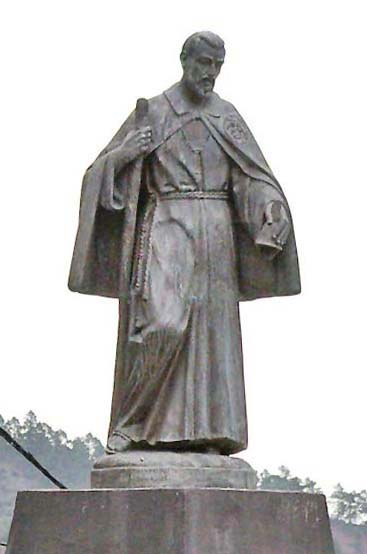
Denkmal Hermano Pedros in Vilaflor, Teneriffa

Peter von Betancurt (* 19. März oder 21. März 1626 in Vilaflor; † 25. April 1667 in Antigua Guatemala; vollständiger Name San Pedro de San José Betancurt) ist der erste Heilige, der auf den Kanarischen Inseln geboren wurde. Er wird auch Hermano Pedro (dt. Bruder Peter) genannt.  

## Leben
Bis 1649 lebte Peter von Betancurt als Ziegenhirte auf Teneriffa, zunächst in seinem Geburtsort Vilaflor, später in einer Höhle zwischen dem heutigen El Médano und dem Flughafen Teneriffa Süd. In diesem Jahr verließ er Teneriffa, um nach Guatemala überzusiedeln. 1653 begann er eine Priesterausbildung im Jesuitenkolleg, brach die Ausbildung jedoch ab, da er sich den Anforderungen nicht gewachsen fühlte. 1653 trat er dem Dritten Orden der Franziskaner bei und betätigte sich fortan als Missionar in Krankenhäusern und Gefängnissen sowie unter Arbeitslosen und Sklaven. Mit Spendengeldern eröffnete er das Krankenhaus „Unsere Frau von Bethlehem“ und später eine Schule für Arme, ein Heim für Obdachlose, eine Herberge für Priester und ein Oratorium. Die Männer und Frauen, die sich ihm anschlossen, nannten sich Bethlehem-Brüder bzw. -Schwestern.
Am 30. Juli 2002 wurde er von Johannes Paul II. in Guatemala-Stadt heiliggesprochen.

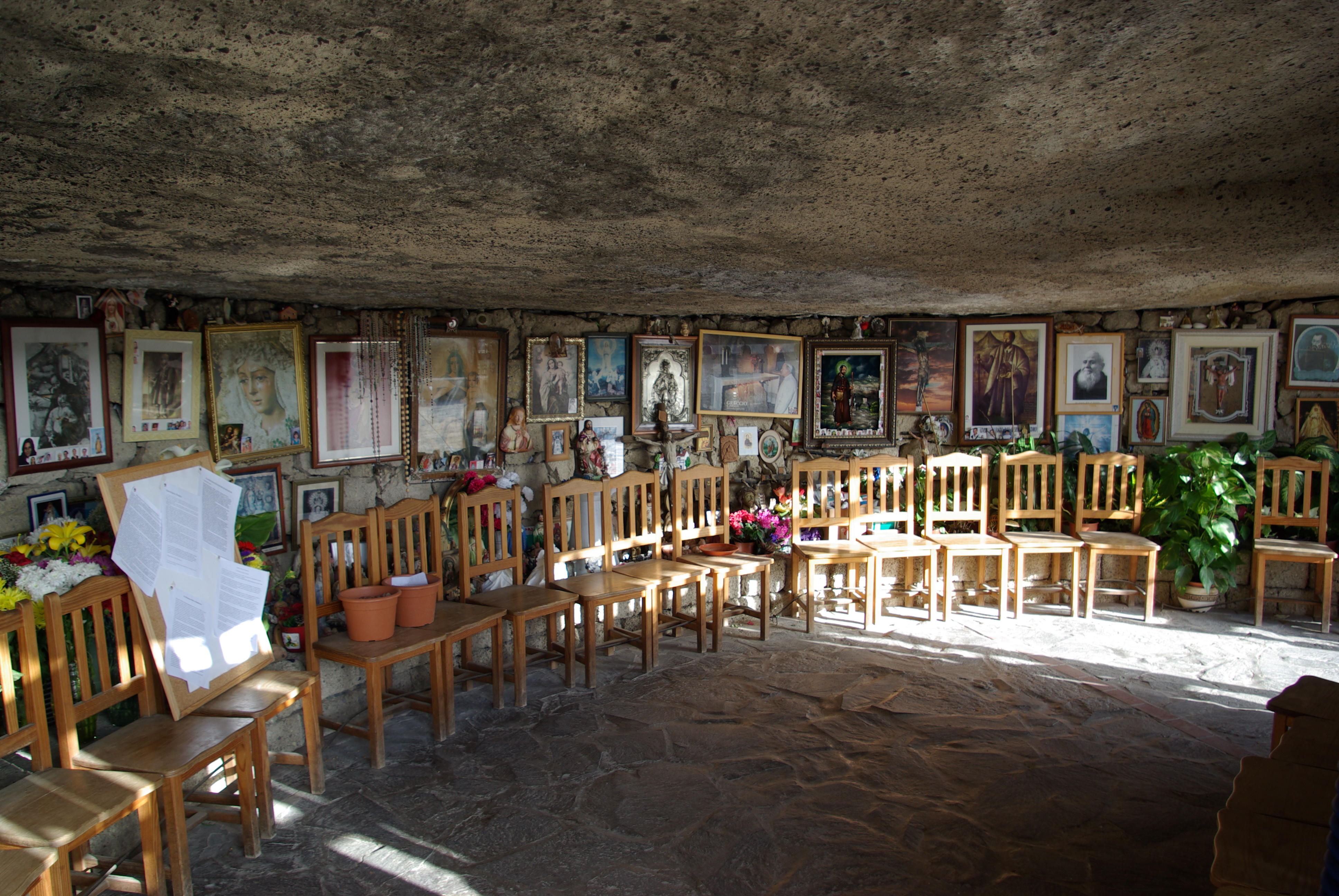
Hermano Pedros Höhle auf Teneriffa 28° 3′ 5,6″ N, 16° 33′ 12,3″ W
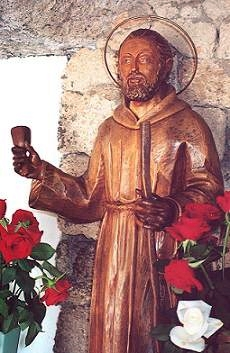
Denkmal Hermano Pedros in Hermano Pedros Höhle (Teneriffa)
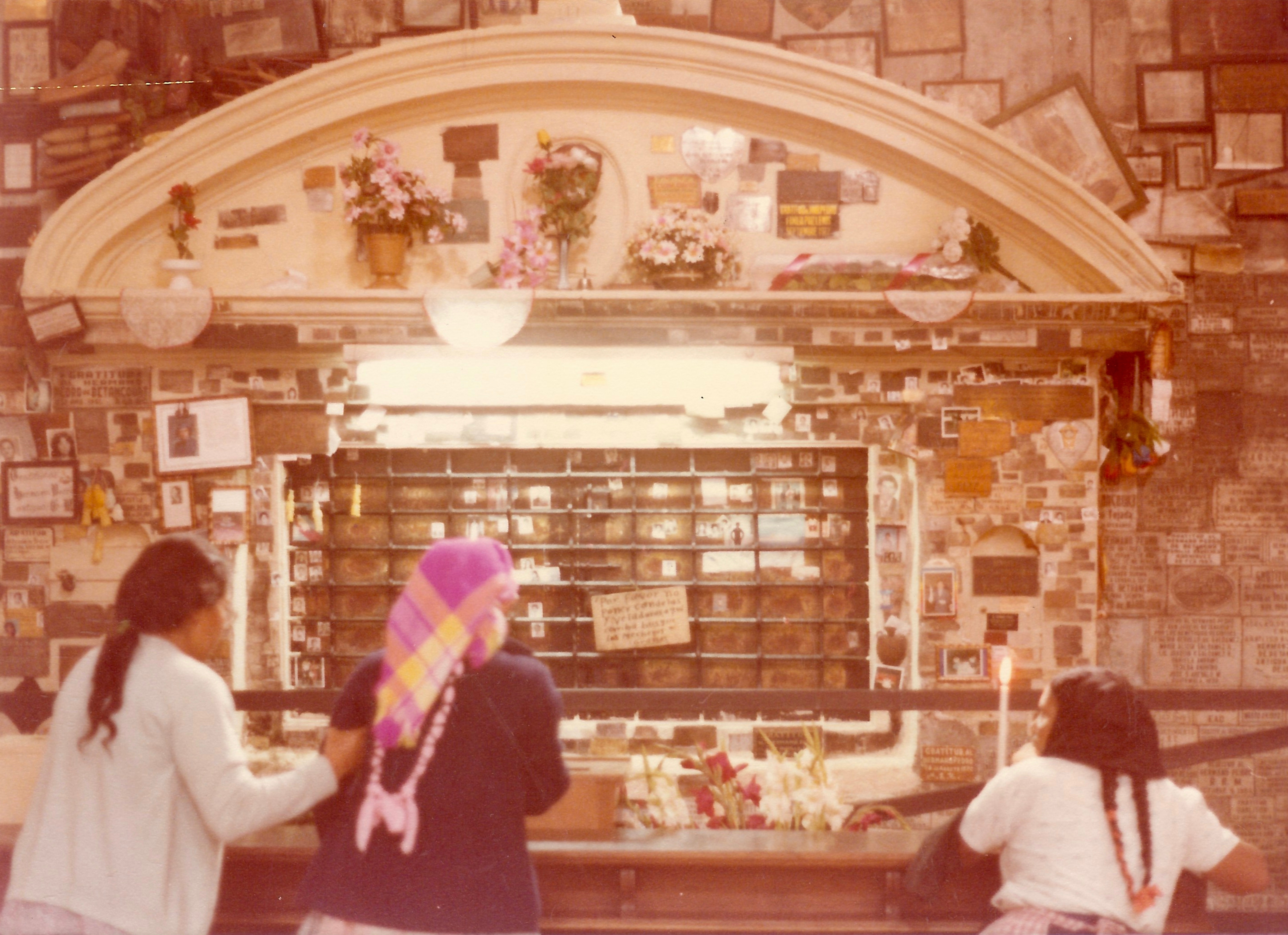
Grab in der Kirche von San Francisco in Antigua Guatemala